# Medrissa
Medrissa (în arabă مدريسة) este o comună din provincia Tiaret, Algeria.
Populația comunei este de 15.293 de locuitori (2008).